# Zaniklá rozhledna na Králickém Sněžníku

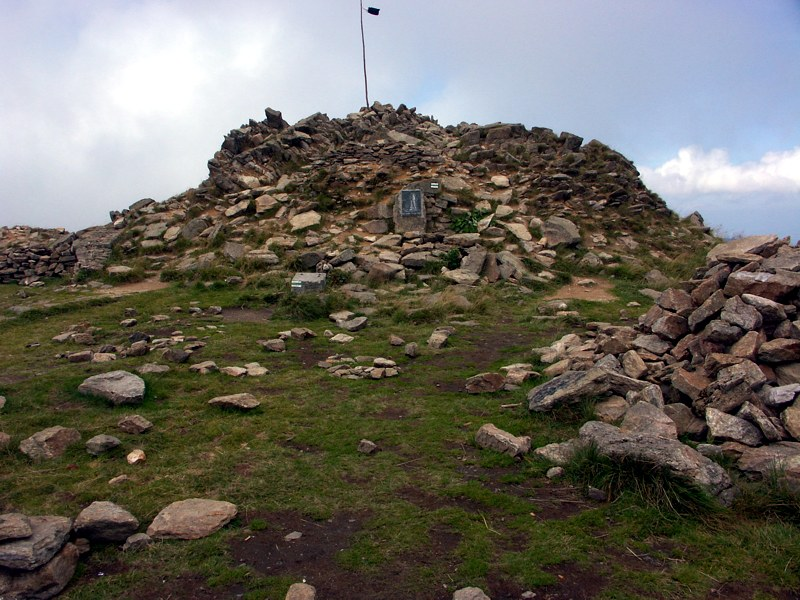
Zbytky kamenné věže na vrcholu Sněžníku (2007)

Zaniklá rozhledna na Králickém Sněžníku (německý název Kaiser-Wilhelm-Turm nebo Glatzer Schneebergturm, polský název Dawna wieża widokowa na Śnieżniku) se nacházela na polské straně Králického Sněžníku v současné gmině Stronie Śląskie v okrese Kladsko. V 70. letech 20. století byla rozhledna zbořena, v současnosti zde spatříme pouze ruiny a pamětní desku. V blízkosti se nachází Rozhledna na Králickém Sněžníku postavená v roce 2022.

## Historie stavby

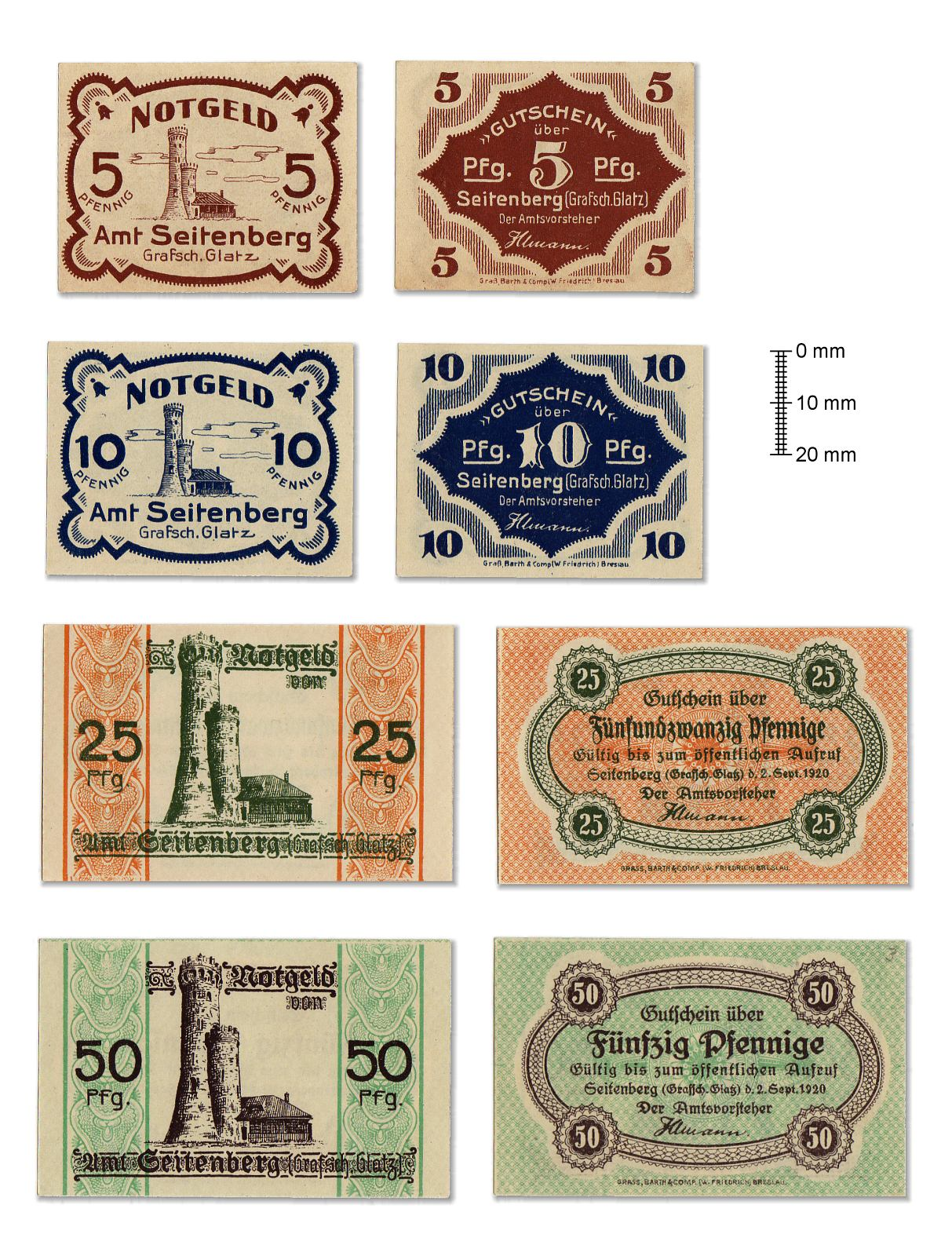
Vyobrazení věže na německých nouzových bankovkách (tzv. nouzovky, německy Notgeld) vydávaných v roce 1921

Projekt na výstavbu věže navrhl architekt Felix Henry z Wrocławi, zhotovitelem stavby byla zednická skupina mistra Emila Giessera z Kladska. Vyhlídková věž byla navržena jako dvojvěž, připomínající architekturu středověkých staveb.
Stavba věže započala dne 17. července roku 1895 a to díky iniciativě Kladského horského spolku, zkráceně GGV (německý název Glatzer Gebirgsverein, polský název Kłodzkie Towarzystwo Górskie). Podmínky pro výstavbu vyhlídkové věže na vrcholu hory byly velmi obtížné a to z důvodu nízkých teplot a sněhové pokrývce, která vydrží na vrcholu až 8 měsíců v roce. Z tohoto důvodu byla stavba rozvržena do několika let, stavělo se pouze v letním období. V prvním roce od zahájení výstavby, bylo během 69 dnů vystavěno pouhých 8 metrů z celkové výšky věže, veškeré prace byly pro nepříznivé povětrnostní podmínky ukončeny dne 5. října.
V následujícím roce byly stavební práce zahájeny až 8. června roku 1896, neboť přístupová cesta na vrchol hory byla ještě pokryta sněhem. K 1. říjnu, kdy byly dokončeny veškeré stavební práce, se věž tyčila do výše 17 metrů. Nicméně listopadová bouře zničila lešení na stavbě.
V roce 1897 začaly stavební práce na konci května, trvaly 88 dní. V té době byla věž zvýšena o dalších 8 metrů. Během roku 1898 byla dokončena zbývající část věže, přesněji dne 27. srpna. V témže roce pokračovaly stavební práce týkající se vnitřní výstavby schodiště, omítek atd. Veškeré práce byly dokončeny 14. října. Napřesrok se pouze jednalo o dokončovací práce, související se slavnostním otevřením věže.
Stavební kámen pocházel z místních zdrojů, písek z vrcholu hory. Voda byla získávána z nedalekého pramene řeky Moravy. Z Pekielnej doliny v okolí města Polanica-Zdrój, byl dovezen pískovec určený pro architektonické detaily.
Dne 9. července roku 1899 byla věž uvedena do provozu, ve své době nesla jméno německého císaře Viléma I. Pruského (německý název Kaiser-Wilhelm-Turm nebo Glatzer Schneebergturm).

### Vzhled věže
Nižší 17 metrová válcová věž měla tři patra, na jejímž vrcholu se nacházela kruhová vyhlídková terasa zakončena cimbuřím. Vyšší válcová věž se skládala z 6 pater, dosahovala výšky asi 33,5 m, na jejím vrcholu byla rovněž kruhová vyhlídková terasa zakončena cimbuřím, kde se také nacházela pozorovací věžička s dalekohledem a čtyři tabulky popisující panoráma. Do stavby se vcházelo z vyšší věže přes okrouhlý rozlehlý sál s obloukovými okny. Zde byla mezi pěti vysokými sloupy umístěna busta německého císaře Viléma I. Pruského, jejímž autorem byl Franz Thamm z městečka Lądek-Zdrój a pamětní deska připomínající vznik stavby. Z tohoto sálu vedlo kovové, spirálové schodiště nitrem nižší věže na nižší vyhlídkovou terasu. Odtud pak vedlo spirálové schodiště nitrem vyšší věže na druhou vyhlídkovou terasu, která se nacházela ve výšce 29,9 m. Na úpatí věží se nacházela i dřevěná horská chata s verandou, která byla do této podoby přestavěna v roce 1906, v souvislosti se vzrůstajícím zájmem turistů. Toto rozšíření posléze přineslo problémy v podobě padajícího ledu z věží, který poškodil její střechu. Ve své době sloužila chata hostinci a obchodu se suvenýry.

## Historie věže po roce 1899

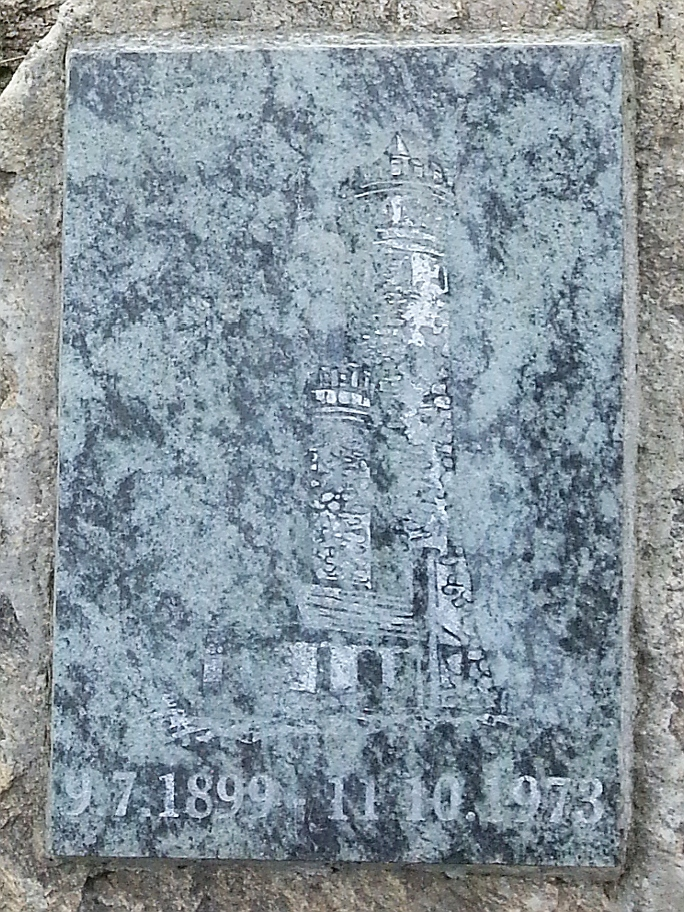
Pamětní deska na místě zbořené rozhledny

Po druhé světové válce se věž ocitla na polské straně hranice. V roce 1948 byla věž opravena Polským tatranským spolkem, zkráceně PPT (polský název Polskie Towarzystwo Tatrzańskie). Dne 22. srpna téhož roku, ku příležitosti rekonstrukce věže a 75. výročí PPT, zde Polský tatranský spolek instaloval pamětní desku. Poté byla věž bez většího zájmu, základní péče a údržby ponechána nepříznivým povětrnostním podmínkám na vrcholu hory, což vedlo k její degradaci. Z nedostatku finančních prostředků na opravy bylo v roce 1973 rozhodnuto věž strhnout. Samotná demolice věže proběhla 11. října 1973. V rozvalinách rozhledny byla následující den nalezena členy horské služby ona pamětní deska, kterou později přemístili do Starého Města. Po několika letech se pamětní deska na Sněžník vrátila, avšak ne na vrchol hory, nýbrž do horské chaty „Na Sněžníku“.  V současnosti zde spatříme pouze ruiny. I dnes se hovoří o tom, že demolice této vyhlídkové věže byla přinejmenším ukvapená.

### Vyhlídkové věže, jež prošly rekonstrukcí
- Rozhledna na Velké Sově, nacházející se v Sovích horách
- Rozhledna na Chełmci, nacházející se ve Valbřišských horách
- Rozhledna na hoře Všech svatých, nacházející se ve Vladzické vrchovině

## Přístup
Na vrchol hory vede několik turistických stezek. Po  žluté turistické značce se lze na vrchol hory vydat z Horní Moravy, také po  červené turistické značce, která vede z vrcholu hory na jihovýchod k sedlu pod horou Stříbrnická. Z Polska se pak lze na vrchol hory vydat po  zelené turistické značce a to z Kladského sedla (polský název Przełęcz Płoszczyna).